# 아이언 하트 (드라마)
《아이언 하트》(영어: The Iron Heart)는 2022년 방영된 필리핀의 텔레비전 드라마이다.